# 黑瀑布路口 (亞利桑那州)
黑瀑布路口（英語：Black Falls Crossing）是位於美國亞利桑那州可可尼諾縣的一個非建制地區。該地的面積和人口皆未知。

## 地理
黑瀑布路口的座標為35°34′13″N 111°16′33″W / 35.57028°N 111.27583°W，而該地的平均海拔高度為1311米（即4301英尺）。